# Norigae

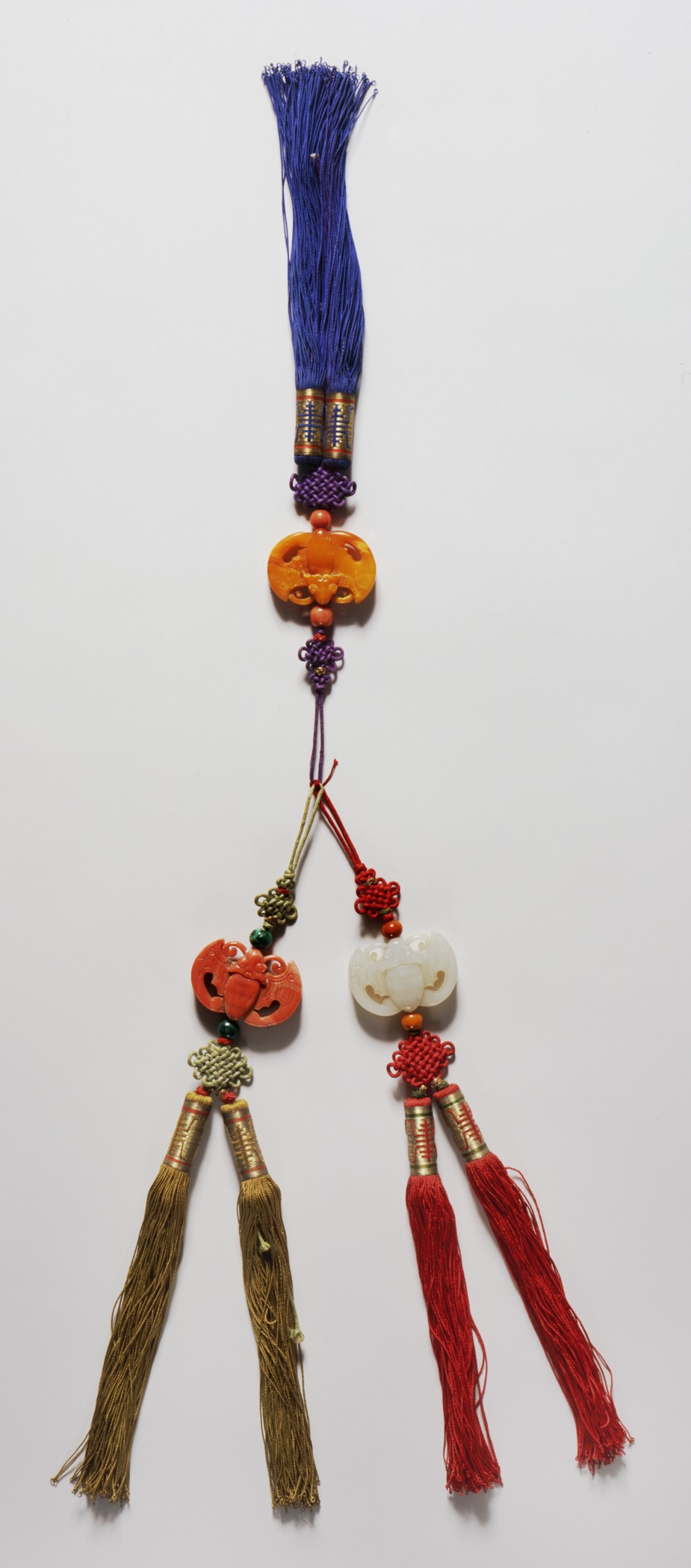
Ba phần norigae với bat trang trí

Norigae (hangul: 노리개) là một vật tượng trưng, phụ kiện truyền thống Triều Tiên nó được treo trên jeogori goreum (áo choàng) của người phụ nữ hoặc hanbok chima (váy).
Một norigae được chia thành 4 phần: ddidon (hangul: 띠돈; hanja: 帶金) (một cái móc (phụ kiện riêng biệt hoặc nút bổ sung) đính vào norigae của hanbok), paemul (hangul: 패물) (phần trang trí chính của norigae), maedeup (hangul: 매듭) (nút của norigae), và sul (hangul: 술) (các tua).
Chức năng của Norigae' là một bùa may mắn hy vọng mang đến một điều gì đó như trẻ mãi không già, sự giàu có hoặc nhiều con cái (phụ thược vào hình dáng), cũng như là một phụ kiện thời trang. Thông thường, norigae được truyền trong gia đình hoặc con dâu để thừa kế nó.
Norigae có rất nhiều hình dạng lấy cảm hứng từ tự nhiên hoặc từ cuộc sống hằng ngày. Nó được chia thành samjak (hangul: 삼작; hanja: 三作) và danjak (hangul: 단작; hanja: 單作), và samjak một lần nữa có thể chia thành daesamjak và sosamjak. Daesamjak và sosamjak có cùng một mẫu, nhưng mỗi paemul thì khác biệt.